# Telfer Airport
Telfer Airport är en flygplats i Australien. Den ligger i kommunen East Pilbara och delstaten Western Australia, omkring 1 300 kilometer nordost om delstatshuvudstaden Perth.
Trakten runt Telfer Airport är nära nog obefolkad, med mindre än två invånare per kvadratkilometer.. Det finns inga samhällen i närheten.
Omgivningarna runt Telfer Airport är i huvudsak ett öppet busklandskap. Genomsnittlig årsnederbörd är 465 millimeter. Den regnigaste månaden är januari, med i genomsnitt 143 mm nederbörd, och den torraste är augusti, med 1 mm nederbörd.